# Shiki (Roman)
Shiki (jap. 屍鬼, dt. „Leichendämon“) ist ein Horrorroman, der von Fuyumi Ono geschrieben wurde. Erstmals veröffentlicht wurde er in zwei Teilen im Jahr 1998 von Shinchōsha. Im Jahr 2002 erschien ein Nachdruck, der jedoch auf fünf Bände verteilt wurde. Eine Adaption der Handlung als Manga wird seit 2007 von Ryū Fujisaki gezeichnet und im Magazin Jump SQ veröffentlicht. Dieser schloss sich im Jahr 2010 eine gleichnamige Anime-Fernsehserie an, die vom Studio Daume produziert wurde.

## Handlung
Die Geschichte spielt in einem besonders heißen Sommer in den 1990er Jahren in einem kleinen ruhigen Dorf namens Sotoba. Eine Reihe von mysteriösen Todesfällen beginnt im Dorf, um die gleiche Zeit, wo eine seltsame Familie in das lange aufgegebene Kanemasa-Herrenhaus zieht. Toshio Ozaki, Leiter des einzigen örtlichen Krankenhauses in Sotoba, vermutet zunächst eine Epidemie. Aber wie laut Untersuchungen festzustellen ist, findet er heraus, dass Untote das Dorf plagen. Ein junger Mann namens Natsuno Yūki, der das Dorfleben hasst, beginnt vom Tod verfolgt und umgeben zu werden.

## Figuren
Natsuno Yūki/Koide (結城/小出 夏野, Yūki/Koide Natsuno)
Ein 15-jähriger Junge, lebt und besucht die Schule in Sotoba. Er hasst das Leben im Dorf und will lieber in die Stadt. Ursprünglich ein Stadtjunge. Widerwillig zieht er mit seinen Eltern aufs Dorf, weil sie eine Änderung der Umgebung wollten. Er ist dadurch sehr abweisend, was sich vor allem Megumi Shimizu gegenüber äußert, die in ihn bis über die Ohren verliebt ist.
Toshio Ozaki (尾崎 敏夫, Ozaki Toshio)
Der Dekan des Krankenhauses in Sotoba kam in das Krankenhaus zurück, um die Stellung seines Vaters einzunehmen, als dieser starb. Wegen seines liebevollen Umgangs zu seinen Patienten bekam er den Spitznamen Waka-sensei. Obwohl er die Tätigkeit seines Vaters fortführte, besitzt er eine Abneigung gegen seine Mutter und seinen verstorbenen Vater. Seit seiner Kindheit ist er mit Seishin Muroi und Mikiyasu Yasumori befreundet, aber mittlerweile als 32-jähriger Mann auch verheirateter Kettenraucher. Sein Ziel ist es, den Fall zu lösen und seinem Dorf wieder Sicherheit zu verschaffen.
Sunako Kirishiki (桐敷 沙子, Kirishiki Sunako)
Ein 13 Jahre altes Mädchen, das in dem Herrenhaus auf dem Hügel wohnt (mit ihrer Familie). Sie hat die seltene genetische Krankheit Systemischer Lupus erythematodes. Sie bleibt während des Tages im Haus und kommt nur nachts raus. Sie und ihre Familie sind Fans der Essays und Romane von Seishin Muroi. Das ist der Grund, der sie nach Sotoba führt. Sunakos Abneigungen sind Menschen die ihren Namen mit dem Niedlichkeitssuffix chan verbinden.
Seishin Muroi (室井 静信, Muroi Seishin)
Seishin ist der lokale Priester in Sotoba sowie Autor vieler Romane. Sein neustes Werk ist Shiki. Er hat einen Sinn für das Übernatürliche und erkennt das Vorhandensein des realen Shiki. Er ist seit der Kindheit mit Toshio Ozaki und Mikiyasu Yasumori befreundet. Seishin ist ein Mann mittleren Alters und lebt allein. Im Verlauf der Handlung stellt sich heraus, dass er während seiner Studienzeit im angetrunkenen Zustand einen Selbstmordversuch beging.
Megumi Shimizu (清水 恵, Shimizu Megumi)
Ein 15 Jahre altes Mädchen. Sie besucht dieselbe Schule wie Natsuno. Sie hasst ebenfalls das Dorf und sehnt sich nach dem Stadtleben. Sie ist in Natsuno verliebt und träumt oft davon mit ihm zusammen zu sein. Megumis Begegnungen mit der Kirishiki Familie sind am Anfang der Reihe. Sie verschwindet spurlos, bis die Einwohner sie in der Mitte des Waldes finden. Sie stirbt an einem angeblichen Fall von komplizierter Anämie und wird später als okiagari (起き上がり, „Auferstandener“), einer Art Vampir, wiederbelebt.

## Entstehung und Veröffentlichungen
Der Roman Shiki wurde von der japanischen Autorin Fuyumi Ono geschrieben. Ursprünglich erschien sie als fest gebundene Fassung in zwei Teilen, die im September 1998 beim Verlag Shinchōsha erschienen. Im Jahr 2002 erfolgte eine Neuauflage im Tankōbon-Format durch den gleichen Verlag, die sich auf fünf Bände erstreckte.
| Erstauflage - Bd. 1: ISBN 4-10-397002-2, September 1998 - Bd. 2: ISBN 4-10-397003-0, September 1998 | Neuauflage - Bd. 1: ISBN 4-10-124023-X, Januar 2002 - Bd. 2: ISBN 4-10-124024-8, Januar 2002 - Bd. 3: ISBN 4-10-124025-6, Februar 2002 - Bd. 4: ISBN 4-10-124026-4, Februar 2002 - Bd. 5: ISBN 4-10-124027-2, Februar 2002 |

## Adaptionen

### Manga
Aufbauend auf der Romanreihe und deren Handlung verfolgend entstand die gleichnamige Mangareihe Shiki, die von Ryū Fujisaki gezeichnet wird. Die Reihe wurde von Dezember 2007 (Ausgabe 1/2008) bis Juni 2011 (Ausgabe 7/2011) in Shūeishas monatlich erscheinenden Magazin Jump SQ publiziert. Die Kapitel wurden in elf Sammelbänden (Tankōbon) zusammengefasst:
- Bd. 01: ISBN 978-4-08-874549-7, 4. Juli 2008
- Bd. 02: ISBN 978-4-08-874550-3, 4. Juli 2008
- Bd. 03: ISBN 978-4-08-874585-5, 3. Oktober 2008
- Bd. 04: ISBN 978-4-08-874645-6, 4. Februar 2009
- Bd. 05: ISBN 978-4-08-874707-1, 3. Juli 2009
- Bd. 06: ISBN 978-4-08-874744-6, 2. Oktober 2009
- Bd. 07: ISBN 978-4-08-870007-6, 4. Februar 2010
- Bd. 08: ISBN 978-4-08-870077-9, 2. Juli 2010
- Bd. 09: ISBN 978-4-08-870121-9, 4. Oktober 2010
- Bd. 10: ISBN 978-4-08-870199-8, 4. Februar 2011
- Bd. 11: ISBN 978-4-08-870267-4, 4. Juli 2011

Von Mai 2013 bis Januar 2015 erschien die Serie als Shi Ki bei Egmont Manga vollständig auf Deutsch.

### Illustriertes Hörspiel
Daneben erschienen auf Shūeishas Internetradio und -Comic-Website VOMIC ein Hörspiel mit Manga-Illustrationen vom 4. und 25. Dezember 2008 in vier Kapiteln. Die Zeichnungen stammten ebenfalls von Ryū Fujisaki.

### Anime
Eine Adaption des Romans als Anime-Fernsehserie wurde im Dezember 2009 auf der japanischen, offiziellen Website angekündigt. Animiert wurde die Serie vom Studio Daume unter der Regie von Tetsuro Animo. Die Vermarktung wurde von Aniplex im Rahmen der Programmschiene noitaminA übernommen.
In der Serie hatte der bekannte Musiker Gackt seinen ersten regulären Auftritt als Sprecher in einem Anime. Er sprach dabei die Rolle von Shōjirō Kirishiki.
Erstmals ausgestrahlt wurde die Serie mit 22 Folgen vom 9. Juli bis 31. Dezember 2010 nach Mitternacht (und damit am vorherigen Fernsehtag) auf den japanischen Sender Fuji TV. Im Abstand von etwa einer Woche begannen ebenfalls die Sender Kansai TV, Tōkai TV, BS Fuji und UHB mit der Übertragung. Parallel dazu sicherte sich Funimation die Lizenz um einen Simulcast der Serie mit englischen Untertiteln übertragen zu können, der eine Stunde nach der ersten Übertragung lief.
Vom 27. Oktober bis 22. Dezember 2010 wurde die Serie von Aniplex auf DVD und Blu-ray Disc veröffentlicht, wobei zwei dabei zusätzliche Folgen veröffentlicht wurden.

#### Musik
Im Vorspann der Serie der Folgen 1 bis einschließlich 11 wurde eine Kurzfassung des Titels Kuchizuke (くちづけ) gespielt, der von Buck-Tick interpretiert wurde. Im Abspann wurde der Titel Walk no Yakusoku (walkの約束) verwendet, der von nangi gesungen wurde.
Im Vorspann ab Folge 12 wurde eine Kurzfassung des Titels Calendula Requiem (カレンデュラ レクイエム) von der Gruppe Kanon×Kanon, bestehend aus der Sängerin und Cellistin Kanon Wakeshima und dem Bassist Kanon der Band An Cafe, gespielt.

### Synchronisation
| Rolle              | japanischer Sprecher | japanischer Sprecher |
| Rolle              | Anime                | Hörspiel             |
| ------------------ | -------------------- | -------------------- |
| Natsuno Yūki/Koide | Kōki Uchiyama        | Jun Fukuyama         |
| Toshio Ozaki       | Tōru Ōkawa           | Hiroshi Shirokuma    |
| Sunako Kirishiki   | Aoi Yūki             | –                    |
| Seishin Muroi      | Kazuyuki Okitsu      | Noriaki Sugiyama     |
| Megumi Shimizu     | Haruka Tomatsu       | Mayumi Iizuka        |
| Shōjirō Kirishiki  | Gackt                | –                    |